# 2 agosto
Il 2 agosto è il 214º giorno del calendario gregoriano (il 215º negli anni bisestili). Mancano 151 giorni alla fine dell'anno.

## Eventi
- 338 a.C. – Filippo il Macedone sconfigge Atene e Tebe nella battaglia di Cheronea
- 216 a.C. – Battaglia di Canne: Annibale distrugge l'esercito romano di Lucio Emilio Paolo e Gaio Terenzio Varrone in quello che viene considerato uno dei capolavori nella storia della tattica militare
- 461 – L'imperatore romano d'Occidente Maggioriano è arrestato e deposto a Tortona dagli uomini del suo generale Ricimero; sarà ucciso cinque giorni più tardi
- 1057 – Elezione di papa Stefano IX
- 1100 – Re Guglielmo II d'Inghilterra perde la vita in un incidente di caccia trafitto da una freccia in circostanze poco chiare; il corpo verrà ritrovato due giorni dopo
- 1216 – Francesco d'Assisi riceve dal papa Onorio III l'indulgenza del Perdono d'Assisi per la chiesetta di Santa Maria della Porziuncola: da allora, ogni anno il 2 agosto in tutte le chiese del mondo, chi è confessato, pentito e assolto, può ricevere quella straordinaria forma di indulgenza (indulgenza plenaria) che cancella le pene dei peccati
- 1377 – Le truppe dell'esercito russo sono sconfitte nella battaglia del fiume Pyana anche a causa della loro ubriachezza
- 1554 – Nella battaglia di Scannagallo l'esercito franco-senese, comandato da Piero Strozzi, soccombe a quello ispano-mediceo assoldato dall'imperatore Carlo V; l'esito sfavorevole ai senesi segnò il punto di svolta nella guerra di Siena e un colpo fatale per la Repubblica di Siena, costretta ad arrendersi definitivamente al nemico cinque anni dopo
- 1757 – Papa Benedetto XIV pubblica la lettera enciclica Quam Grave sulla celebrazione delle messe e le sanzioni canoniche contro i falsi sacerdoti
- 1776 – Firma formale della Dichiarazione d'indipendenza degli Stati Uniti d'America
- 1790 – Primo censimento statunitense
- 1798 – Fine della battaglia del Nilo tra la flotta francese e quella britannica
- 1870 – Apre al pubblico a Londra il Tower Subway, il primo tunnel al mondo sotto un fiume, facente parte della rete metropolitana
- 1902 – In Italia entra in vigore il regio decreto legge che elimina l'obbligo delle catene per i detenuti
- 1903 – Fallita sollevazione delle popolazioni dei Balcani contro l'Impero ottomano
- 1916 – Alle ore 23:00 circa esplode la nave da battaglia Leonardo da Vinci ancorata nel Mar Piccolo di Taranto
- 1934 – Adolf Hitler diventa führer della Germania
- 1943 – Circa un migliaio di prigionieri del Campo di sterminio di Treblinka tentano una rivolta contro i gerarchi nazisti dando fuoco al campo: alcune centinaia di loro riusciranno effettivamente a fuggire, ma poi solo alcune decine sopravviveranno mentre la maggior parte dei fuggiaschi verrà ritrovata dai nazisti e uccisa; poco dopo la rivolta il campo, ormai distrutto, venne dismesso e il terreno velocemente riconvertito in campi agricoli nel tentativo di mascherare le enormi fosse comuni sottostanti, poi comunque scoperte[1]
- 1944
  - Durante la notte, vengono uccisi tutti i circa 3000 rom e sinti superstiti nel Campo di concentramento nazista di Auschwitz-Birkenau
  - Strage di 29 civili a opera delle SS nel quartiere di San Biagio a Pisa
- 1945 – Si chiude la Conferenza di Potsdam
- 1955 – Viene brevettato il velcro
- 1958 – Il boss Michele Navarra viene ucciso dai sicari di Luciano Liggio
- 1975 – A New Orleans si tiene l'inaugurazione ufficiale del Superdome, con una partita di football americano tra New Orleans Saints e Houston Oilers
- 1980 – Alle ore 10:25 una bomba esplode alla stazione di Bologna causando 85 morti e 200 feriti
- 1981 – Mohammad Ali Rajai è eletto presidente dell'Iran
- 1985 – Il volo Delta Air Lines 191 si schianta in atterraggio all'aeroporto Internazionale di Dallas-Fort Worth: muoiono 126 passeggeri e otto membri dell'equipaggio
- 1986 – Esce nelle sale cinematografiche giapponesi Laputa - Castello nel cielo, terzo lungometraggio di Hayao Miyazaki e primo film ufficiale dello Studio Ghibli
- 1990 – L'Iraq invade il Kuwait, azione bellica che condurrà alla guerra del Golfo
- 1998 – Marco Pantani vince il Tour de France
- 2005 – Il volo Air France 358 prende fuoco durante l'atterraggio all'aeroporto Internazionale di Toronto-Pearson: sopravviveranno tutti i 297 passeggeri e 12 membri dell'equipaggio

## Nati
Ci sono circa 1 150 voci su persone nate il 2 agosto; vedi la pagina Nati il 2 agosto per un elenco descrittivo o la categoria Nati il 2 agosto per un indice alfabetico.

## Morti
Ci sono circa 490 voci su persone morte il 2 agosto; vedi la pagina Morti il 2 agosto per un elenco descrittivo o la categoria Morti il 2 agosto per un indice alfabetico.

## Feste e ricorrenze

### Civili
Internazionali:
- Giornata del ricordo dell'olocausto di Rom e Sinti

Nazionali:
- Costa Rica – Festa della Vergine degli Angeli
- Macedonia del Nord – Giorno della Repubblica
- Russia – Giorno delle truppe aviotrasportate

### Religiose
Cristianesimo:
- Santa Maria degli Angeli[2]
- Sant'Eusebio di Vercelli, vescovo
- San Pierre-Julien Eymard, sacerdote
- Sant'Alfreda di Crowland, monaca benedettina
- San Basilio il Benedetto, taumaturgo russo
- San Betario di Chartres, vescovo
- Santa Centola, martire di Burgos
- San Giustino Maria Russolillo, sacerdote e fondatore della Società delle divine vocazioni e delle Suore delle divine vocazioni
- Sant'Habib, figlio di Gamaliele
- San Massimo di Padova, vescovo
- San Pietro di Osma, vescovo
- San Rutilio, martire
- San Sereno di Marsiglia, vescovo
- Santo Stefano I, papa e martire
- Beato Federico Campisani, eremita
- Martiri clarettiani di Barbastro:
  - Beato Filippo di Gesù Munárriz Azcona, sacerdote e martire
  - Beato Giovanni Díaz Nosti, sacerdote e martire
  - Beato Leonzio Pérez Ramos, sacerdote e martire
- Beato Francesco Calvo Burillo, domenicano, martire
- Beato Francesco Tomas Serer, sacerdote e martire
- Beata Giovanna d'Aza, madre di San Domenico di Guzmán
- Beato Ceferino Giménez Malla, martire

Religione romana antica e moderna:
- Dies religiosus[senza fonte]